# Jean Rostand

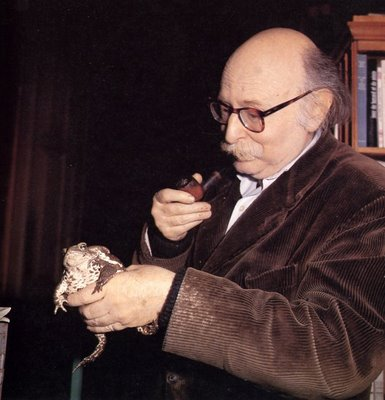
Jean Rostand

Jean Rostand (Parigi, 30 ottobre 1894 – Ville-d'Avray, 4 settembre 1977) è stato un biologo, filosofo e aforista francese.

## Biografia
Si stabilì a Ville-d'Avray nel 1922, e si dedicò allo studio e alle ricerche nel suo piccolo laboratorio vicino a casa.
Fu un importante divulgatore scientifico.

## Opere
- Le retour des pauvres , 1919 - Il ritorno dei poveri
- La loi des riches, 1920 - La legge dei ricchi
- Pendant qu'on souffre encore, 1921 - Mentre si soffre ancora
- Ignace ou l'Écrivain , 1923 - Ignazio o lo scrittore
- Deux angoisses: la mort, l'amour, 1924 - Due angosce: amore e morte
- De la vanité et de quelques autres sujets , 1925 - Sulla vanità e altri soggetti
- Les familiotes et autres essais de mystique bourgeoise, 1925 - Le familiotes e altri saggi sulla mistica borghese
- De l'amour des idées , 1926 - Sull'amore delle idee
- Le mariage, 1927 - Il matrimonio
- Valère ou l'Exaspéré , 1927 - Valère o l'esasperata
- Julien ou Une conscience, 1928 - Julien o una coscienza
- Les chromosomes, artisans de l'hérédité et du sexe, 1929 - I cromosomi, artigiani dell'eredità e del sesso
- De la mouche à l'Homme, 1930 - Dalla mosca all'uomo
- L'état présent du transformisme, 1931 - Lo stato presente del trasformismo
- Journal d'un caractère, 1931 - Diario di un carattere
- L'Évolution des espèces, 1932 - L'evoluzione delle specie
- Les problèmes de l'hérédité et du sexe, 1933 - I problemi dell'ereditarietà e del sesso
- L'aventure humaine, 1933 - L'avventura umana
- La vie des libellules, 1935 - La vita delle libellule
- Insectes, 1936 - Insetti
- La nouvelle biologie, 1937 - La nuova biologia
- Biologie et médecine, 1938 - Biologia e medicina
- Hérédité et racisme, 1938 - Ereditarietà e razzismo
- Pensée d'un biologiste, 1938 - Pensieri di un biologo
- La vie et ses problèmes, 1938 - La vita e i suoi problemi
- Science et génération, 1940 - Scienza e generazione
- Les idées nouvelles de la génétique, 1941 - Le nuove idee della genetica
- L'Homme, introduction à l'étude de la biologie humaine , 1941 - L'uomo, introduzione allo studio della biologia umana
- L'Homme, maître de la vie, 1941 - L'uomo, maestro di vita
- Hommes de vérité, 1942 - Uomini della verità
- L'avenir de la biologie, 1943 - Il futuro della biologia
- La genèse de la vie, histoire des idées sur la génération spontanée , 1943 - La generazione della vita, storia delle idee sulla generazione spontanea
- La vie des vers à soie , 1944 - La vita dei bachi da seta
- Esquisse d'une histoire de la biologie , 1945 - Schizzo di una storia della biologia
- L'avenir de la biologie, 1946 - Il futuro della biologia
- Qu'est-ce qu'un enfant ?, 1946 - Cos'è un bambino?
- Charles Darwin , 1947
- Nouvelles pensées d'un biologiste, 1947 - New thoughts from a biologist
- L'hérédité humaine , 1948 - Human heredity
- Hommes de vérité II , 1948 - Men of truth II
- La biologie et l'avenir humain, 1949 - Biology and the human future
- L'Homme devant la biologie, 1949 - Man facing biology
- La parthénogenèse, reproduction virginale chez les animaux, 1949 - Parthenogenesis, virginal reproduction in animals
- La parthénogenèse animale, 1949 - Animal parthenogenesis
- La génétique des batraciens, 1951 - Batracian genetics
- Les grands courants de la biologie , 1951 - Great trends in biology
- Les origines de la biologie expérimentale et l'abbé Spallanzani , 1951 - The origins of experimental biology and the abbott Spallanzani
- L'hérédité humaine, 1952 - Human heredity
- Pages d'un moraliste , 1952 - Pages by a moralist
- Ce que nous apprennent les crapauds et les grenouilles, 1953 - What toads and frogs teach us
- La vie, cette aventure, 1953 - Life, that adventure
- Ce que je crois, 1953 - What I believe
- Instruire sur l'Homme, 1953 - To instruct on Man
- Notes d'un biologiste , 1954 - Notes from a biologist
- Les crapauds et les grenouilles et quelques grands problèmes biologiques, 1955 - Toads, frogs and a few great problems in biology
- Le problème biologique de l'individu, 1955 - The biological problem of the individual
- L'Homme en l'an 2000 , 1956 - Man in the year 2000
- Peut-on modifier l'Homme ?, 1956 - Can we modify Man?
- L'atomisme en biologie, 1956- Atomism in biology
- Bestiaire d'amour, 1958 - A bestiary of love
- Aux sources de la biologie, 1958 - At the sources of biology
- Anomalies des amphibiens anoures, 1958 - Anomalies of anurian amphibians
- Science fausse et fausses sciences, 1958 - Erroneous science and false science
- Les origines de la biologie expérimentale , 1959 - Origins of experimental biology
- Carnet d'un biologiste , 1959 - Notepad of a biologist
- Espoirs et inquiétudes de l'homme , 1959 - The hopes and worries of Man